# Andhun del Sussex
Andhun (...) fu earl del Sussex sotto re Æðelwealh, che fu ucciso dal principe del Wessex Cædwalla, quando quest'ultimo invase il Sussex..
Berhthun e Andhun riuscirono poi a scacciare Caedwalla. Nel 686 il Sussex fu attaccato da Hlothhere, re del Kent, venuto in aiuto del nipote Eadric, ma subito dopo Berhthun venne ucciso e i regno fu per un periodo soggetto a Ceadwalla, che era divenuto re del Wessex.